# ただ離婚してないだけ
『ただ離婚してないだけ』（ただりこんしてないだけ、英語: I AND SHE(HE) ARE LIVING TOGETHER YET）は、本田優貴による日本の漫画作品。『ヤングアニマル嵐』（白泉社）にて2017年9号より連載され、2018年7号での同誌休刊に伴い『ヤングアニマル』に移籍。2018年14号から2020年2号まで連載された。2021年7月から9月まで北山宏光（Kis-My-Ft2）主演でテレビドラマが放送されていた。
白泉社が発表した2020年度白泉社電子書籍大賞で優秀賞を受賞した。

## あらすじ
結婚7年目を迎えた柿野正隆と雪映の夫妻は、過去の雪映の流産が原因ですっかり関係が冷え込み、正隆は自宅近辺担当の新聞配達員である夏川萌と不倫をしていた。お互いに深入りすることを避けて日常をやり過ごす、「ただ離婚してないだけ」の仮面夫婦であった柿野夫妻だったが、萌の妊娠や、不倫を見て見ぬふりをすることに限界を迎えた雪映の涙ながらの糾弾で、正隆は萌との関係の清算を決意し、雪映との関係も改善する。
しかし、堕胎せざるを得なかった上に一方的に別れを告げられた萌は精神の均衡を崩し、雪映の懐妊を知って半ば錯乱状態で自宅を訪れた萌に刃物で襲われた正隆と雪映は、必死の抵抗の末に電源コードで萌の首を絞めて殺害してしまう。生まれてくる子を殺人犯の子供にしたくないという雪映の意志もあり、柿野夫婦は萌の死体を自宅敷地に埋めるなど、事件を隠蔽しようとする。
萌との関係を口実に正隆から金を脅し取ろうと柿野邸を訪れた萌の元交際相手・佐野に萌の殺害が露呈しかけた正隆は、思わず佐野を階段から転落させ気絶させてしまうが、さらなる殺人への強い抵抗感から自宅2階に佐野を監禁する。皮肉なことに殺人という強烈な共同体験によってより関係を深めた柿野夫婦は、2階に佐野を監禁したまま、「殺人共同生活」を続けていく。

## 登場人物
柿野正隆（かきの まさたか）
本作品の主人公。フリーのWEBデザイナー。
関西弁で話す気さくな印象の男性だが、流産と不妊治療の難航で拗れた雪映との関係については諦念に近い冷めた感情を抱いており、在宅勤務であることを悪用して自宅に不倫相手である萌を連れ込んでいた。口封じのために佐野を殺害することを嫌がり決断を先延ばしにしたり、冷酷な行動も辞さない雪映の姿に動揺を隠せなかったりと、本性は良く言えば誰にでも優しい、悪く言えば優柔不断で意志が弱いタイプ。
柿野雪映（かきの ゆきえ）
正隆の妻で高校教師。
余り感情を表に出すことがない冷静な女性で、正隆と同様に拗れた夫婦関係については見て見ぬふりをしているが、監禁した佐野から拷問紛いの方法で情報を聞き出したり、死体の処理について情報を集めたりと、我が子の将来を守るためならば冷徹に行動する意志の強さを持っている。一方で、正隆が取り乱した際には自分も一人では耐えられないと吐露するなど、秘密を共有するようになってからは弱い部分も垣間見せるようになった。
夏川萌（なつかわ もえ）〈17〉
新聞配達員。正隆の不倫相手。母子家庭だが母親が交際相手の家に入り浸ってほとんど帰宅せず、弟の面倒を見ながらガールズバーでも働き家計を支えている。

## 書誌情報
- 本田優貴 『ただ離婚してないだけ』、〈ヤングアニマルコミックス〉白泉社、全5巻
  1. 2018年3月29日発売[白 1]、ISBN 978-4-592-16121-9
  2. 2018年9月28日発売[白 2]、ISBN 978-4-592-16122-6
  3. 2019年2月28日発売[白 3]、ISBN 978-4-592-16123-3
  4. 2019年9月27日発売[白 4]、ISBN 978-4-592-16124-0
  5. 2020年3月27日発売[白 5]、ISBN 978-4-592-16125-7

## テレビドラマ
2021年7月8日（7日深夜）から9月30日（29日深夜）まで毎週木曜 0:00 - 0:40（水曜深夜）にテレビ東京系の深夜ドラマ枠「ドラマホリック!」で放送。主演は北山宏光（Kis-My-Ft2）。2019年に北山が主演した『ミリオンジョー』スタッフと再びタッグを組む。

### キャスト
柿野正隆（かきの まさたか）〈35〉
演 - 北山宏光（幼少期：岸野譲）
フリーライター。実家は富山に本社を置く柿野製薬株式会社。
義理の父・利通は実子である弟・利治を大事にし、妻の連れ子だった正隆は冷遇され、家族の中で孤立していた。
父に愛されなかったことがトラウマになり、親になる自信が持てない。新聞配達にくる萌と不倫している。
柿野雪映（かきの ゆきえ）〈38〉
演 - 中村ゆり
正隆の妻。小学校の教師。結婚7年目となるが、夫婦の関係は冷めている。
夏川萌（なつかわ もえ）〈22〉
演 - 萩原みのり
新聞配達をし、夜になるとガールズバーでも働き、弟・創甫の面倒を見ている。正隆の不倫相手。
夏川創甫（なつかわ そうすけ）
演 - 北川拓実（少年忍者 / ジャニーズJr.）
萌の弟。少年院を出たばかりのヤンキー。
中浦菜穂（なかうら なほ）
演 - 西川可奈子
雪映の妹。
柿野利治（かきの としはる）
演 - 武田航平（幼少期：木本涼介）
正隆の弟。
柿野利通（かきの としみち）
演 - 団時朗
正隆の義父。柿野製薬の社長。
佐野義文（さの よしふみ）〈38〉
演 - 深水元基
萌が働いているガールズバー「Z」の経営者。
ほのか
演 - 大原優乃
ガールズバー「Z」のスタッフ。
池崎康介（いけざき こうすけ）
演 - 甲本雅裕
少年課の刑事。創甫を何かと気にかける。
仁科徹（にしな とおる）〈57〉
演 - 杉本哲太
佐野にお金を貸しており、ガールズバー「Z」に取り立てにくる。
藪浩二（やぶ こうじ）
演 - 山口祥行
仁科の舎弟。

### ゲスト
真田（さなだ）
演 - 中野剛
柿野製薬 専務。

### スタッフ
- 監督 - 安里麻里、角田恭弥、松本拓
- 脚本 - 田中眞一、清水匡、安里麻里
- 主題歌 - Kis-My-Ft2「Fear」（avex trax）
- 音楽 - Teje
- 制作協力 - 株式会社UNITED PRODUCTIONS
- チーフプロデューサー - 山鹿達也（テレビ東京）
- プロデューサー - 松本拓（テレビ東京）、矢崎ゆうこ（ジェイ・ストーム）、中野剛、加藤毅
- 制作 - テレビ東京、ジェイ・ストーム、東映ビデオ
- 製作著作 - 「ただ離婚してないだけ」製作委員会

### 放送日程
| 話数   | 放送日  | サブタイトル | 脚本     | 監督     |
| ------ | ------- | ------------ | -------- | -------- |
| 第1話  | 7月08日 | 最低の不倫   | 田中眞一 | 安里麻里 |
| 第2話  | 7月15日 | 最悪の結論   | 田中眞一 | 安里麻里 |
| 第3話  | 7月22日 | 最悪の殺人   | 田中眞一 | 安里麻里 |
| 第4話  | 7月29日 | 殺人の代償   | 田中眞一 | 安里麻里 |
| 第5話  | 8月12日 | 夫婦の誤算   | 清水匡   | 角田恭弥 |
| 第6話  | 8月19日 | 希望と絶望   | 清水匡   | 角田恭弥 |
| 第7話  | 8月26日 | 悪夢の再来   | 清水匡   | 安里麻里 |
| 第8話  | 9月 2日 | 異常な決断   | 清水匡   | 安里麻里 |
| 第9話  | 9月 9日 | 死体の行方   | 清水匡   | 松本拓   |
| 第10話 | 9月16日 | 最悪な油断   | 田中眞一 | 松本拓   |
| 第11話 | 9月23日 | 天国と地獄   | 田中眞一 | 安里麻里 |
| 最終話 | 9月30日 | 正隆と雪映   | 清水匡   | 安里麻里 |

### 放送局
| 放送局         | 放送日時                     | 放送期間                                               | 系列                  | ネット状況 | 備考                     |
| -------------- | ---------------------------- | ------------------------------------------------------ | --------------------- | ---------- | ------------------------ |
| テレビ東京     | 木曜 0:00 - 0:40（水曜深夜） | 2021年07月08日（07日深夜） - 09月30日（29日深夜）      | テレビ東京系          | 製作局     |                          |
| テレビ大阪     | 木曜 0:00 - 0:40（水曜深夜） | 2021年07月08日（07日深夜） - 09月30日（29日深夜）      | テレビ東京系          | 同時ネット |                          |
| テレビ愛知     | 木曜 0:00 - 0:40（水曜深夜） | 2021年07月08日（07日深夜） - 09月30日（29日深夜）      | テレビ東京系          | 同時ネット |                          |
| テレビ北海道   | 木曜 0:00 - 0:40（水曜深夜） | 2021年07月08日（07日深夜） - 09月30日（29日深夜）      | テレビ東京系          | 同時ネット |                          |
| テレビせとうち | 木曜 0:00 - 0:40（水曜深夜） | 2021年07月08日（07日深夜） - 09月30日（29日深夜）      | テレビ東京系          | 同時ネット |                          |
| TVQ九州放送    | 木曜 0:00 - 0:40（水曜深夜） | 2021年07月08日（07日深夜） - 09月30日（29日深夜）      | テレビ東京系          | 同時ネット |                          |
| テレビ和歌山   | 木曜 0:00 - 0:40（水曜深夜） | 2021年07月08日（07日深夜） - 09月30日（29日深夜）      | 独立局                | 同時ネット |                          |
| びわ湖放送     | 木曜 0:00 - 0:40（水曜深夜） | 2021年07月08日（07日深夜） - 09月30日（29日深夜）      | 独立局                | 同時ネット |                          |
| BSテレ東（2K） | 月曜 0:35 - 1:15（日曜深夜） | 2021年10月04日（03日深夜） - 12月20日（19日深夜）      | テレビ東京系列 BS放送 | 遅れネット |                          |
| BSテレ東4K     | 月曜 0:35 - 1:15（日曜深夜） | 2021年10月04日（03日深夜） - 12月20日（19日深夜）      | テレビ東京系列 BS放送 | 遅れネット | 4Kアップコンバートで放送 |
| 秋田テレビ     | 木曜 0:55 - 1:35（水曜深夜） | 2021年10月28日（27日深夜） - 2022年1月27日（26日深夜） | フジテレビ系          | 遅れネット |                          |
| 奈良テレビ     | 土曜 0:30 - 1:05（金曜深夜） | 2022年02月12日（11日深夜） - 04月30日（29日深夜）      | 独立局                | 遅れネット |                          |

| テレビ東京 ドラマホリック!              | テレビ東京 ドラマホリック!                             | テレビ東京 ドラマホリック! |
| 前番組                                  | 番組名                                                 | 次番組 |
| --------------------------------------- | ------------------------------------------------------ | --- |
| DIVE!! （2021年4月15日 - 7月1日）       | ただ離婚してないだけ （2021年7月8日 - 9月30日）        | （廃枠） |
| テレビ東京 木曜 0:00 - 0:40（水曜深夜） |                                                        | |
| DIVE!!                                  | ただ離婚してないだけ （ここまで『ドラマホリック!』枠） | 古見さんは、コミュ症です。 ※0:00 - 0:30 【ここからアニメ枠】 つまり好きって言いたいんだけど、 ※0:30 - 1:00 【ここから『ドラマParavi』枠】 |

### 白泉社
以下の出典は白泉社の記事に基づく。書誌情報の発売日の出典としている。
1. ↑  “ただ離婚してないだけ 1”.   白泉社. 2021年5月5日閲覧。
2. ↑  “ただ離婚してないだけ 2”.   白泉社. 2021年5月5日閲覧。
3. ↑  “ただ離婚してないだけ 3”.   白泉社. 2021年5月5日閲覧。
4. ↑  “ただ離婚してないだけ 4”.   白泉社. 2021年5月5日閲覧。
5. ↑  “ただ離婚してないだけ 5”.   白泉社. 2021年5月5日閲覧。